# Afrodontella septemlobata
 (octobre 2019).
Genre
Espèce
Synonymes
- Odontella septemlobata Cassagnau, 1954

Afrodontella septemlobata, unique représentant du genre Afrodontella, est une espèce de collemboles de la famille des Odontellidae.

## Distribution
Cette espèce se rencontre en Ouganda, en Tanzanie et au Kenya.

## Publications originales
- Salmon, 1954 : New genera and new species of Neanurinea (Collembola) from East Africa. Proceedings of the Royal Entomological Society, sér. B, vol. 23, p. 1-9.
- Deharveng, 1991 : La famille des Odontellidae: phylogenèse et taxonomie. Travaux du Laboratoire d'Ecobiologie des Arthropodes Edaphiques Toulouse, vol. 3, no 1, p. 1-21.